# Политические партии Фарерских островов
На Фарерских островах действует многопартийная система, в рамках которой обычно ни одна партия не может прийти к власти в одиночку, а только формируя коалиционное правительство.
В политике Фарерских островов имеется два основных идеологических раскола. Помимо традиционного разделения на правых и левых, фарерские партии также делятся на «юнионистов» и «сепаратистов», то есть тех, кто хочет остаться в составе Датского соединённого королевства, и тех, кто хочет независимости Фарерских островов.
Нынешнее коалиционное правительство сформировано двумя основными правоцентристскими партиями, Союзной и Народной, и двумя небольшими центристскими, Партией центра и Партией самоуправления.

## Партии с парламентским представительством
В настоящее время в Лёгтинге представлены семь партий.
| Символ | Символ | Название | Год  | Идеология                                                                                             | Лидер                    | Представительство | Представительство | Прим.          |
| Символ | Символ | Название | Год  | Идеология                                                                                             | Лидер                    | Фолькетинг        | Лёгтинг           | Прим.          |
| ------ | ------ | --- | ---- | --- | ------------------------ | ----------------- | ----------------- | -------------- |
|        | A      | Народная партия фар. Hin føroyski fólkaflokkurin – radikalt sjálvstýri «Фарерская народная партия — Радикальное самоуправление» | 1939 | Правоцентризм, консерватизм, социал-консерватизм, экономический либерализм, сепаратизм                | Йорген Никласен          | 1 из 179          | 8 из 33           | КНП, ЕКРП, МДС |
|        | JF     | Социал-демократическая партия! фар. Javnaðarflokkurin (Партия равенства)                                                        | 1925 | Левоцентризм, социал-демократия, юнионизм                                                             | Аксель Йоханнесен        | 1 из 179          | 7 из 33           | СДПД           |
|        | B      | Партия союза фар. Sambandsflokkurin («Союзная партия»)                                                                          | 1906 | Правоцентризм, северный аграризм, социал-либерализм, консервативный либерализм, юнионизм              | Боардур оа Стайг Нильсен | 0 из 179          | 7 из 33           | Венстре        |
|        | E      | Республика фар. Tjóðveldi («Чёвельди»)                                                                                          | 1948 | Левые, демократический социализм, республиканизм, сепаратизм, евроскептицизм, левый национализм       | Хёгни Хойдаль            | 0 из 179          | 6 из 33           | САЗЛ           |
|        | H      | Партия центра гренл. Miðflokkurin                                                                                               | 1992 | Правые, христианская демократия, социальный консерватизм, христианские правые, анти-ЛГБТ, регионализм | Йенис ав Рана            | 0 из 179          | 2 из 33           |                |
|        | F      | Прогресс фар. Framsókn | 2011 | Правоцентризм, классический либерализм, сепаратизм                                                    | Поуль Микельсен          | 0 из 179          | 2 из 33           |                |
|        | D      | Новое самоуправление фар. Nýtt Sjálvstýri (Партия самоуправления)                                                               | 1906 | Центризм, либерализм, социал-либерализм, регионализм, автономизм                                      | Йегван Скорхайм          | 0 из 179          | 1 из 33           | РВ             |

## Несуществующие партии
- Партия выхода[дат.] (фар. Loysingarflokkurin); 1932—1940). Главная цель — отделение Фарерских островов от Дании.
- Деловая партия[дат.] (фар. Vinnuflokkurin); 1935—1939). Создана группой бизнесменов как оппозиция социал-демократам. Консерватизм, экономический либерализм, против социализма и профсоюзов. Присоединились к Народной партии.
- Христианская народная партия[дат.] (фар. Kristiligi Fólkaflokkurin); 1954—2000). Создана в результате раскола Народной партии и первоначально была известна как Партия прогресса. В 1978 году после объединения с Партией рыболовства стала называться Партией прогресса и рыболовства. Самораспустилась после поражения на выборах 1998 года. Христианская демократия, консерватизм.
- Фарерские социалисты[дат.] (фар. Føroyskir Sosialistar); 1962—после 1984). Создана как организация фарерских студентов в Копенгагене под названием «Развитие островов», с 1972 года стала называться «Фарерские социалисты». Первоначально была связана с левыми социалистами из «Республики», но позже под подпала под влияние коммунистов-маоистов. Выступала за создание Фарерской социалистической республики и против присутствия НАТО на островах.
- Развитие островов (марксистско-ленинская)[дат.] (фар. Oyggjaframi (marx-leninistar), OF(m-l); 1968—не ранее 1984). Создана как филиал организации фарерских студентов в Копенгагене, с 1972 года — партия. Ультралевые, коммунизм, марксизм-ленинизм, антиревизионизм. Занимала маоистские позиции, но после китайско-албанского раскола[англ.] сделала выбор в пользу ходжаизма.
- Партия рыболовства[дат.] (фар. Fiskivinnuflokkurin); 1970-е). Центристская, умеренно-консервативная, защита интересов рыболовов и рыбной промышленности. В 1978 году объединилась с Христианской народной партией.
- Фарерская коммунистическая партия (фар. Kommunistiski Flokkur Føroya, KFF; 1975—1993). Коммунизм, марксизм-ленинизм.
- Группа «Красный Первомай» (фар. Den røde 1. maj-gruppe); 1980-е). Левые радикалы, революционный социализм, выступала против НАТО за превращение островов в демилитаризованную зону.
- Партия прогресса[дат.] (фар. Framsóknarflokkurin); 1986—после 1989). Сформирована группой бывших членов Партии рыболовства, покинувших Христианскую народную партию.
- Социалистическая партия отделения[дат.] (фар. Sosialistiski Loysingarflokkurin); клнец 1980-х—начало 1990-х). Левый радикализм, социализм, отделение Фарерских островов от Дании.
- Фронт свободы[дат.] (фар. Frælsisfylkingin); 1994). Сепаратизм.
- Фарерская партия[дат.] (фар. Hin Føroyski Flokkurin); 1994). Выступала за отмену самоуправления с тем чтобы полностью интегрировать Фарерские острова в Данию.
- Рабочий союз[дат.] (фар. Verkamannafylkingin, VMF); 1994—1998). Сформирована недовольными избирателями социал-демократов из профсоюзного движения.
- Весёлая партия[дат.] (фар. Hin Stuttligi Flokkurin); 2004—?). Шуточная политическая партия основанная Йоханом Далсгаардом под влиянием датско-фарерского шоумена и политика Якоба Хаугорда[дат.]. После выборов 2004 года активности не проявляла.
- Студенческая партия[дат.] (фар. Miðnámsflokkurin); 2007—2008).
- Женский список[дат.] (фар. Kvinnulistin); 1992—2009). Защита интересов женщин, повышение представительства женщин во власти.